# Freiburger Nachrichten
Les Freiburger Nachrichten sont un journal germanophone édité à Fribourg, en Suisse.

## Histoire
Ce journal fribourgeois a été fondé en 1863 et a commencé à paraître en 1864, deux fois par semaine, sous le nom Freiburger-Zeitung und Anzeiger für die westliche Schweiz. C'est en 1904 qu'il sera rebaptisé Freiburger Nachrichten.
Depuis le premier janvier 2015, les Freiburger Nachrichten, La Liberté et La Gruyère sont imprimés sous les presses de Tamedia à Berne au lieu de l'imprimerie Saint-Paul de Fribourg. Sa rédaction reste basée à Fribourg, dirigée par Christoph Nussbaumer, le rédacteur en chef.

## Chiffres

### Tirage
Son tirage a doublé entre les années 1960 et 2004. Il est depuis resté stable et s'imprime quotidiennement à 16 159 exemplaires en 2014.

### Finances
Le groupe Freiburger Nachrichten AG réunit le quotidien Freiburger Nachrichten ainsi que les journaux régionaux Murtenbieter et Anzeiger von Kerzers. Il a réalisé un bénéfice avant intérêts, impôts et amortissements de 374 000 francs suisses en 2014.

### Lectorat
Destiné à la partie alémanique du canton de Fribourg, il est particulièrement lu dans le district de la Singine et dans une moindre mesure dans celui du Lac et en ville de Fribourg. Son lectorat compte 37 000 personnes en 2015.